# UCI WorldTour de 2017
O UCI WorldTour 2017 foi a sétima edição do máximo calendário ciclista a nível mundial baixo a organização da UCI.
O calendário teve 37 corridas, 10 mais que a edição anterior como a União Ciclista Internacional ampliou o calendário de corridas com o fim de chegar a países como Grã-Bretanha e Estados Unidos pela primeira vez. Começando a 17 de janeiro com a disputa do Tour Down Under em Austrália e finalizando a 24 de outubro com o Tour de Guangxi na China.

## Equipas
Veja também UCI ProTeam
| Código UCI | Equipa                             |
| ---------- | ---------------------------------- |
| ALM        | AG2R La Mondiale                   |
| AST        | Astana Pro Team                    |
| BMC        | BMC Racing Team                    |
| BOH        | Bora-Hansgrohe                     |
| CDT        | Cannondale Drapac Pro Cycling Team |
| DDD        | Team Dimension Data                |
| FDJ        | FDJ                                |
| KAT        | Team Katusha-Alpecin               |
| LTS        | Lotto-Soudal                       |
| MOV        | Movistar Team                      |
| ORS        | Orica-Scott                        |
| QST        | Quick-Step Floors                  |
| SKY        | Team Sky                           |
| SUN        | Team Sunweb                        |
| TBM        | Bahrain Merida Pro Cycling Team    |
| TFS        | Trek-Segafredo                     |
| TLJ        | Team LottoNL-Jumbo                 |
| UAD        | UAE Abu Dhabi                      |

## Corridas
| Data                        | Dias | Pontuação | Corrida                           | Vencedor           | Equipa do vencedor |
| --------------------------- | ---- | --------- | --------------------------------- | ------------------ | ------------------ |
| 17-22 de janeiro            | 6    | 500       | Tour Down Under                   | Richie Porte       | BMC Racing         |
| 29 de janeiro               | 1    | 300       | Cadel Evans Great Ocean Road Race | Nikias Arndt       | Sunweb             |
| 23-26 de fevereiro          | 4    | 300       | Tour de Abu Dhabi                 | Rui Costa          | UAE Emirates       |
| 25 de fevereiro             | 1    | 300       | Omloop Het Nieuwsblad             | Greg Van Avermaet  | BMC Racing         |
| 4 de março                  | 1    | 300       | Strade Bianche                    | Michał Kwiatkowski | Sky                |
| 5-12 de março               | 8    | 500       | Paris-Nice                        | Sergio Luis Henao  | Sky                |
| 8-14 de março               | 7    | 500       | Tirreno-Adriático                 | Nairo Quintana     | Movistar           |
| 18 de março                 | 1    | 500       | Milão-Sanremo                     | Michał Kwiatkowski | Sky                |
| 20-26 de março              | 7    | 400       | Volta à Catalunha                 | Alejandro Valverde | Movistar           |
| 22 de março                 | 1    | 300       | Através de Flandres               | Yves Lampaert      | Quick-Step Floors  |
| 24 de março                 | 1    | 400       | E3 Harelbeke                      | Greg Van Avermaet  | BMC Racing         |
| 26 de março                 | 1    | 500       | Gante-Wevelgem                    | Greg Van Avermaet  | BMC Racing         |
| 2 de abril                  | 1    | 500       | Volta à Flandres                  | Philippe Gilbert   | Quick-Step Floors  |
| 3-8 de abril                | 6    | 400       | Volta ao País Basco               | Alejandro Valverde | Movistar           |
| 9 de abril                  | 1    | 500       | Paris-Roubaix                     | Greg Van Avermaet  | BMC Racing         |
| 16 de abril                 | 1    | 500       | Amstel Gold Race                  | Philippe Gilbert   | Quick-Step Floors  |
| 19 de abril                 | 1    | 400       | Flecha Valona                     | Alejandro Valverde | Movistar           |
| 23 de abril                 | 1    | 500       | Liège-Bastogne-Liège              | Alejandro Valverde | Movistar           |
| 25-30 de abril              | 6    | 500       | Volta à Romandia                  | Richie Porte       | BMC Racing         |
| 1 de maio                   | 1    | 300       | Grande Prêmio de Frankfurt        | Alexander Kristoff | Katusha-Alpecin    |
| 6-29 de maio                | 23   | 850       | Giro d'Italia                     | Tom Dumoulin       | Sunweb             |
| 14-21 de maio               | 8    | 300       | Volta à Califórnia                | George Bennett     | LottoNL-Jumbo      |
| 4-11 de junho               | 8    | 500       | Critério do Dauphiné              | Jakob Fuglsang     | Astana             |
| 10-18 de junho              | 9    | 500       | Volta à Suíça                     | Simon Špilak       | Katusha-Alpecin    |
| 1-23 de julho               | 23   | 1000      | Tour de France                    | Chris Froome       | Sky                |
| 29 de julho                 | 1    | 400       | Clássica de San Sebastián         | Michał Kwiatkowski | Sky                |
| 29 de julho-4 de agosto     | 7    | 400       | Volta à Polónia                   | Dylan Teuns        | BMC Racing         |
| 30 de julho                 | 1    | 300       | RideLondon-Surrey Classic         | Alexander Kristoff | Katusha-Alpecin    |
| 7-13 de agosto              | 7    | 400       | BinckBank Tour                    | Tom Dumoulin       | Sunweb             |
| 19 de agosto-10 de setembro | 23   | 850       | Volta a Espanha                   | Chris Froome       | Sky                |
| 20 de agosto                | 1    | 400       | EuroEyes Cyclassics               | Elia Viviani       | Sky                |
| 27 de agosto                | 1    | 400       | Bretagne Classic                  | Elia Viviani       | Sky                |
| 8 de setembro               | 1    | 500       | Grande Prêmio de Quebec           | Peter Sagan        | Bora-Hansgrohe     |
| 10 de setembro              | 1    | 500       | Grande Prêmio de Montreal         | Diego Ulissi       | UAE Emirates       |
| 7 de outubro                | 1    | 500       | Giro de Lombardia                 | Vincenzo Nibali    | Bahrain Merida     |
| 10-15 de outubro            | 6    | 300       | Volta à Turquia                   | Diego Ulissi       | UAE Emirates       |
| 19-24 de outubro            | 6    | 300       | Tour de Guangxi                   | Tim Wellens        | Lotto Soudal       |

## Classificações
Esta é a classificação oficial do Ranking World Tour de 2017 depois da disputa do Tour de Guangxi:
Nota: ver Barómetros de pontuação

### Classificação individual
| Posição | Corredor           | Equipa            | Pontos |
| ------- | ------------------ | ----------------- | ------ |
| 1.º     | Greg Van Avermaet  | BMC Racing        | 3582   |
| 2.º     | Chris Froome       | Sky               | 3452   |
| 3.º     | Tom Dumoulin       | Sunweb            | 2545   |
| 4.º     | Peter Sagan        | Bora-Hansgrohe    | 2544   |
| 5.º     | Vincenzo Nibali    | Bahrain-Merida    | 2196   |
| 6.º     | Michał Kwiatkowski | Sky               | 2171   |
| 7.º     | Alejandro Valverde | Movistar          | 2105   |
| 8.º     | Daniel Martin      | Quick-Step Floors | 2050   |
| 9.º     | Michael Matthews   | Sunweb            | 2049   |
| 10.º    | Alberto Contador   | Trek-Segafredo    | 1987   |

| Posições 11.º ao 20.º | Posições 11.º ao 20.º | Posições 11.º ao 20.º | Posições 11.º ao 20.º |
| Posição               | Corredor              | Equipa                | Pontos                |
| --------------------- | --------------------- | --------------------- | --------------------- |
| 11.º                  | Philippe Gilbert      | Quick-Step Floors     | 1893                  |
| 12.º                  | Richie Porte          | BMC Racing            | 1882                  |
| 13.º                  | Nairo Quintana        | Movistar              | 1811                  |
| 14.º                  | Alexander Kristoff    | Katusha-Alpecin       | 1806                  |
| 15.º                  | Ilnur Zakarin         | Katusha-Alpecin       | 1686                  |
| 16.º                  | Diego Ulissi          | UAE Emirates          | 1569                  |
| 17.º                  | Bauke Mollema         | Trek-Segafredo        | 1524                  |
| 18.º                  | Julian Alaphilippe    | Quick-Step Floors     | 1465                  |
| 19.º                  | Romain Bardet         | AG2R La Mondiale      | 1464                  |
| 20.º                  | Rigoberto Urán        | Cannondale-Drapac     | 1360                  |

- Desmembre de pontos por corredor: Detalhe de pontos ganhados

### Classificação por equipas
Esta classificação calcula-se somando os pontos de todos os corredores da cada equipa. As equipas com o mesmo número de pontos classificam-se de acordo a seu corredor melhor classificado.
| Posição | Equipa            | Pontos |
| ------- | ----------------- | ------ |
| 1.º     | Sky               | 12806  |
| 2.º     | Quick-Step Floors | 12652  |
| 3.º     | BMC Racing        | 10961  |
| 4.º     | Sunweb            | 8033   |
| 5.º     | Trek-Segafredo    | 7934   |
| 6.º     | Movistar          | 7399   |
| 7.º     | Orica-Scott       | 7190   |
| 8.º     | Bora-Hansgrohe    | 6516   |
| 9.º     | AG2R La Mondiale  | 6316   |
| 10.º    | Cannondale-Drapac | 5748   |

- Total de equipas com pontuação: 18 (todos)

## Progresso das classificações
| Corrida (Vencedor)                               | Classificação individual | Classificação por equipas |
| ------------------------------------------------ | ------------------------ | ------------------------- |
| Tour Down Under (Richie Porte)                   | Richie Porte             | BMC Racing                |
| Cadel Evans Great Ocean Road Race (Nikias Arndt) | Richie Porte             | Orica-Scott               |
| Omloop Het Nieuwsblad (Greg Van Avermaet)        | Richie Porte             | BMC Racing                |
| Tour de Abu Dhabi (Rui Costa)                    | Richie Porte             | BMC Racing                |
| Strade Bianche (Michał Kwiatkowski)              | Richie Porte             | BMC Racing                |
| Paris-Nice (Sergio Henao)                        | Richie Porte             | BMC Racing                |
| Tirreno-Adriático (Nairo Quintana)               | Richie Porte             | BMC Racing                |
| Milão-Sanremo (Michał Kwiatkowski)               | Peter Sagan              | BMC Racing                |
| Através de Flandres (Yves Lampaert)              | Peter Sagan              | Quick-Step Floors         |
| E3 Harelbeke (Greg Van Avermaet)                 | Greg Van Avermaet        | Quick-Step Floors         |
| Volta à Catalunha (Alejandro Valverde)           | Greg Van Avermaet        | Quick-Step Floors         |
| Gante-Wevelgem (Greg Van Avermaet)               | Greg Van Avermaet        | Quick-Step Floors         |
| Volta à Flandres (Philippe Gilbert)              | Greg Van Avermaet        | Quick-Step Floors         |
| Volta ao País Basco (Alejandro Valverde)         | Greg Van Avermaet        | Quick-Step Floors         |
| Paris-Roubaix (Greg Van Avermaet)                | Greg Van Avermaet        | Quick-Step Floors         |
| Amstel Gold Race (Philippe Gilbert)              | Greg Van Avermaet        | Quick-Step Floors         |
| Flecha Valona (Alejandro Valverde)               | Greg Van Avermaet        | Quick-Step Floors         |
| Liège-Bastogne-Liège (Alejandro Valverde)        | Greg Van Avermaet        | Quick-Step Floors         |
| Volta à Romandia (Richie Porte)                  | Greg Van Avermaet        | Quick-Step Floors         |
| Grande Prêmio de Frankfurt (Alexander Kristoff)  | Greg Van Avermaet        | Quick-Step Floors         |
| Volta à Califórnia (George Bennett)              | Greg Van Avermaet        | Quick-Step Floors         |
| Giro d'Italia (Tom Dumoulin)                     | Greg Van Avermaet        | Quick-Step Floors         |
| Critério do Dauphiné (Jakob Fuglsang)            | Greg Van Avermaet        | Quick-Step Floors         |
| Volta à Suíça (Simon Špilak)                     | Greg Van Avermaet        | Quick-Step Floors         |
| Tour de France (Chris Froome)                    | Greg Van Avermaet        | Quick-Step Floors         |
| Clássica de San Sebastián (Michał Kwiatkowski)   | Greg Van Avermaet        | Quick-Step Floors         |
| RideLondon-Surrey Classic (Alexander Kristoff)   | Greg Van Avermaet        | Quick-Step Floors         |
| Volta à Polónia (Dylan Teuns)                    | Greg Van Avermaet        | Quick-Step Floors         |
| BinckBank Tour (Tom Dumoulin)                    | Greg Van Avermaet        | Quick-Step Floors         |
| EuroEyes Cyclassics (Elia Viviani)               | Greg Van Avermaet        | Quick-Step Floors         |
| Bretagne Classic (Elia Viviani)                  | Greg Van Avermaet        | Quick-Step Floors         |
| Grande Prêmio de Quebec (Peter Sagan)            | Greg Van Avermaet        | Quick-Step Floors         |
| Volta a Espanha (Chris Froome)                   | Greg Van Avermaet        | Sky                       |
| Grande Prêmio de Montreal (Diego Ulissi)         | Greg Van Avermaet        | Sky                       |
| Giro de Lombardia (Vincenzo Nibali)              | Greg Van Avermaet        | Sky                       |
| Volta à Turquia (Diego Ulissi)                   | Greg Van Avermaet        | Sky                       |
| Tour de Guangxi (Tim Wellens)                    | Greg Van Avermaet        | Sky                       |

## Vitórias no WorldTour

### Vitórias por corredor
- Notas: Em amarelo corredores de equipas de categoria Profissional Continental, Continental e seleções nacionais (não somaram pontuação).

Inclui vitórias em prólogos.
| Posição | Ciclista             | Equipa            | Etapa | Clássica | Geral | Total |
| ------- | -------------------- | ----------------- | ----- | -------- | ----- | ----- |
| 1.º     | Peter Sagan          | Bora-Hansgrohe    | 9     | 1        | -     | 10    |
| 2.º     | Fernando Gaviria     | Quick-Step Floors | 9     | -        | -     | 9     |
| 3.º     | Alejandro Valverde   | Movistar          | 4     | 2        | 2     | 8     |
| 4.º     | Marcel Kittel        | Quick-Step Floors | 7     | -        | -     | 7     |
| 4.º     | Caleb Ewan           | Orica-Scott       | 7     | -        | -     | 7     |
| 6.º     | Richie Porte         | BMC Racing        | 4     | -        | 2     | 6     |
| 7.º     | Sam Bennett          | Bora-Hansgrohe    | 5     | -        | -     | 5     |
| 8.º     | Greg Van Avermaet    | BMC Racing        | -     | 4        | -     | 4     |
| 8.º     | Michael Matthews     | Sunweb            | 4     | -        | -     | 4     |
| 8.º     | Primož Roglič        | LottoNL-Jumbo     | 4     | -        | -     | 4     |
| 8.º     | Tom Dumoulin         | Sunweb            | 2     | -        | 2     | 4     |
| 8.º     | Matteo Trentin       | Quick-Step Floors | 4     | -        | -     | 4     |
| 8.º     | Chris Froome         | Sky               | 2     | -        | 2     | 4     |
| 14.º    | Nairo Quintana       | Movistar          | 2     | -        | 1     | 3     |
| 14.º    | Jakob Fuglsang       | Astana            | 2     | -        | 1     | 3     |
| 14.º    | Philippe Gilbert     | Quick-Step Floors | 1     | 2        | -     | 3     |
| 14.º    | Rohan Dennis         | BMC Racing        | 3     | -        | -     | 3     |
| 14.º    | Arnaud Démare        | FDJ               | 3     | -        | -     | 3     |
| 14.º    | Michał Kwiatkowski   | Sky               | -     | 3        | -     | 3     |
| 14.º    | Elia Viviani         | Sky               | 1     | 2        | -     | 3     |
| 14.º    | Vincenzo Nibali      | Bahrain Merida    | 2     | 1        | -     | 3     |
| 14.º    | Diego Ulissi         | UAE Emirates      | 1     | 1        | 1     | 3     |
| 14.º    | Tim Wellens          | Lotto-Soudal      | 2     | -        | 1     | 3     |
| 24.º    | Rui Costa            | UAE Emirates      | 1     | -        | 1     | 2     |
| 24.º    | David de la Cruz     | Quick-Step Floors | 2     | -        | -     | 2     |
| 24.º    | Simon Yates          | Orica-Scott       | 2     | -        | -     | 2     |
| 24.º    | Michael Albasini     | Orica-Scott       | 2     | -        | -     | 2     |
| 24.º    | André Greipel        | Lotto-Soudal      | 2     | -        | -     | 2     |
| 24.º    | Evan Huffman         | Rally             | 2     | -        | -     | 2     |
| 24.º    | Simon Špilak         | Katusha-Alpecin   | 1     | -        | 1     | 2     |
| 24.º    | Geraint Thomas       | Sky               | 2     | -        | -     | 2     |
| 24.º    | Warren Barguil       | Sunweb            | 2     | -        | -     | 2     |
| 24.º    | Alexander Kristoff   | Katusha-Alpecin   | -     | 2        | -     | 2     |
| 24.º    | Dylan Teuns          | BMC Racing        | 1     | -        | 1     | 2     |
| 24.º    | Stefan Küng          | BMC Racing        | 2     | -        | -     | 2     |
| 24.º    | Yves Lampaert        | Quick-Step Floors | 1     | 1        | -     | 2     |
| 24.º    | Julian Alaphilippe   | Quick-Step Floors | 2     | -        | -     | 2     |
| 24.º    | Tomasz Marczynski    | Lotto-Soudal      | 2     | -        | -     | 2     |
| 24.º    | Rafał Majka          | Bora-Hansgrohe    | 2     | -        | -     | 2     |
| 24.º    | Miguel Ángel López   | Astana            | 2     | -        | -     | 2     |
| 24.º    | Thomas de Gendt      | Lotto-Soudal      | 2     | -        | -     | 2     |
| 24.º    | Edward Theuns        | Trek-Segafredo    | 2     | -        | -     | 2     |
| 24.º    | Dylan Groenewegen    | LottoNL-Jumbo     | 2     | -        | -     | 2     |
| 44.º    | Nikias Arndt         | Sunweb            | -     | 1        | -     | 1     |
| 44.º    | Mark Cavendish       | Dimension Data    | 1     | -        | -     | 1     |
| 44.º    | Sonny Colbrelli      | Bahrain Merida    | 1     | -        | -     | 1     |
| 44.º    | Sergio Henao         | Sky               | -     | -        | 1     | 1     |
| 44.º    | Davide Cimolai       | FDJ               | 1     | -        | -     | 1     |
| 44.º    | Nacer Bouhanni       | Cofidis           | 1     | -        | -     | 1     |
| 44.º    | Daryl Impey          | Orica-Scott       | 1     | -        | -     | 1     |
| 44.º    | Fabio Felline        | Trek-Segafredo    | 1     | -        | -     | 1     |
| 44.º    | Lukas Pöstlberger    | Bora-Hansgrohe    | 1     | -        | -     | 1     |
| 44.º    | Jan Polanc           | UAE Emirates      | 1     | -        | -     | 1     |
| 44.º    | Silvan Dillier       | BMC Racing        | 1     | -        | -     | 1     |
| 44.º    | Gorka Izagirre       | Movistar          | 1     | -        | -     | 1     |
| 44.º    | Omar Fraile          | Dimension Data    | 1     | -        | -     | 1     |
| 44.º    | Andrew Talansky      | Cannondale-Drapac | 1     | -        | -     | 1     |
| 44.º    | Jonathan Dibben      | Sky               | 1     | -        | -     | 1     |
| 44.º    | George Bennett       | LottoNL-Jumbo     | -     | -        | 1     | 1     |
| 44.º    | Bob Jungels          | Quick-Step Floors | 1     | -        | -     | 1     |
| 44.º    | Pierre Rolland       | Cannondale-Drapac | 1     | -        | -     | 1     |
| 44.º    | Tejay van Garderen   | BMC Racing        | 1     | -        | -     | 1     |
| 44.º    | Mikel Landa          | Sky               | 1     | -        | -     | 1     |
| 44.º    | Thibaut Pinot        | FDJ               | 1     | -        | -     | 1     |
| 44.º    | Jos van Emden        | LottoNL-Jumbo     | 1     | -        | -     | 1     |
| 44.º    | Koen Bouwman         | LottoNL-Jumbo     | 1     | -        | -     | 1     |
| 44.º    | Phil Bauhaus         | Sunweb            | 1     | -        | -     | 1     |
| 44.º    | Peter Kennaugh       | Sky               | 1     | -        | -     | 1     |
| 44.º    | Lawrence Warbasse    | Aqua Blue Sport   | 1     | -        | -     | 1     |
| 44.º    | Domenico Pozzovivo   | AG2R La Mondiale  | 1     | -        | -     | 1     |
| 44.º    | Fabio Aru            | Astana            | 1     | -        | -     | 1     |
| 44.º    | Lilian Calmejane     | Direct Énergie    | 1     | -        | -     | 1     |
| 44.º    | Rigoberto Urán       | Cannondale-Drapac | 1     | -        | -     | 1     |
| 44.º    | Romain Bardet        | AG2R La Mondiale  | 1     | -        | -     | 1     |
| 44.º    | Bauke Mollema        | Trek-Segafredo    | 1     | -        | -     | 1     |
| 44.º    | Edvald Boasson Hagen | Dimension Data    | 1     | -        | -     | 1     |
| 44.º    | Maciej Bodnar        | Bora-Hansgrohe    | 1     | -        | -     | 1     |
| 44.º    | Sacha Modolo         | UAE Emirates      | 1     | -        | -     | 1     |
| 44.º    | Danny van Poppel     | Sky               | 1     | -        | -     | 1     |
| 44.º    | Jack Haig            | Orica-Scott       | 1     | -        | -     | 1     |
| 44.º    | Wout Poels           | Sky               | 1     | -        | -     | 1     |
| 44.º    | Lars Boom            | LottoNL-Jumbo     | 1     | -        | -     | 1     |
| 44.º    | Jasper Stuyven       | Trek-Segafredo    | 1     | -        | -     | 1     |
| 44.º    | Alexey Lutsenko      | Astana            | 1     | -        | -     | 1     |
| 44.º    | Matej Mohorič        | UAE Emirates      | 1     | -        | -     | 1     |
| 44.º    | Sander Armée         | Lotto-Soudal      | 1     | -        | -     | 1     |
| 44.º    | Alberto Contador     | Trek-Segafredo    | 1     | -        | -     | 1     |

### Vitórias por equipa
- Notas: Em amarelo equipas Profissionais Continentais.

Inclui vitórias em CRE.
| Posição         | Equipa            | Vitórias |
| --------------- | ----------------- | -------- |
| 1.º             | Quick-Step Floors | 30       |
| 2.º             | BMC Racing        | 22       |
| 3.º             | Bora-Hansgrohe    | 19       |
| 4.º             | Sky               | 18       |
| 5.º             | Orica-Scott       | 13       |
| 6.º             | Movistar          | 12       |
| 6.º             | Sunweb            | 12       |
| 8.º             | LottoNL-Jumbo     | 10       |
| 8.º             | Lotto Soudal      | 10       |
| 10.º            | UAE Emirates      | 8        |
| 11.º            | Astana            | 7        |
| 12.º            | Trek-Segafredo    | 6        |
| 13.º            | FDJ               | 5        |
| 14.º            | Katusha-Alpecin   | 4        |
| 14.º            | Bahrain Merida    | 4        |
| 16.º            | Cannondale-Drapac | 3        |
| 16.º            | Dimension Data    | 3        |
| 18.º            | AG2R La Mondiale  | 2        |
| 18.º            | Rally             | 2        |
| 20.º            |                   |          |
| Cofidis         | 1                 |          |
| Aqua Blue Sport | 1                 |          |
| Direct Énergie  | 1                 |          |

### Vitórias por países
- Incluem-se as vitórias em contrarrelógio por equipas.

| Posição | País           | Vitórias |
| ------- | -------------- | -------- |
| 1.º     | Austrália      | 21       |
| 2.º     | Bélgica        | 20       |
| 3.º     | Itália         | 19       |
| 4.º     | Colômbia       | 16       |
| 5.º     | Espanha        | 14       |
| 6.º     | França         | 12       |
| 6.º     | Países Baixos  | 12       |
| 8.º     | Alemanha       | 11       |
| 8.º     | Grã-Bretanha   | 11       |
| 10.º    | Eslováquia     | 10       |
| 11.º    | Estados Unidos | 8        |
| 11.º    | Eslovénia      | 8        |
| 11.º    | Polónia        | 8        |
| 14.º    | Suíça          | 5        |
| 14.º    | Irlanda        | 5        |
| 16.º    | Dinamarca      | 3        |
| 16.º    | Noruega        | 3        |
| 18.º    | Portugal       | 2        |
| 19.º    | África do Sul  | 1        |
| 19.º    | Nova Zelândia  | 1        |
| 19.º    | Áustria        | 1        |
| 19.º    | Luxemburgo     | 1        |
| 19.º    | Cazaquistão    | 1        |

## Ranking Mundial (UCI World Ranking)
Esta é a classificação oficial do Ranking Mundial da UCI depois da disputa do Tour de Guangxi:
Nota: ver Barómetros de pontuação

Classificação individual
| Posição | Corredor           | Equipa            | Pontos |
| ------- | ------------------ | ----------------- | ------ |
| 1.º     | Greg Van Avermaet  | BMC Racing        | 4153   |
| 2.º     | Chris Froome       | Sky               | 3692   |
| 3.º     | Peter Sagan        | Bora-Hansgrohe    | 3344   |
| 4.º     | Alexander Kristoff | Katusha-Alpecin   | 2973   |
| 5.º     | Tom Dumoulin       | Team Sunweb       | 2966   |
| 6.º     | Vincenzo Nibali    | Bahrain-Merida    | 2702   |
| 7.º     | Alejandro Valverde | Movistar          | 2648   |
| 8.º     | Michał Kwiatkowski | Sky               | 2530   |
| 9.º     | Michael Matthews   | Team Sunweb       | 2479   |
| 10.º    | Philippe Gilbert   | Quick-Step Floors | 2293   |

Classificação por países
| Posição | País          | Pontos |
| ------- | ------------- | ------ |
| 1.º     | Bélgica       | 14605  |
| 2.º     | Itália        | 14066  |
| 3.º     | França        | 12193  |
| 4.º     | Espanha       | 10567  |
| 5.º     | Países Baixos | 10309  |
| 6.º     | Colômbia      | 9897   |
| 7.º     | Austrália     | 8816   |
| 8.º     | Reino Unido   | 8592   |
| 9.º     | Alemanha      | 6453   |
| 10.º    | Noruega       | 6110   |